# Louky nad Olší zastávka
Louky nad Olší zastávka – zlikwidowany przystanek kolejowy w Karwinie, w dzielnicy Łąki nad Olzą, w kraju morawsko-śląskim, w Czechach.

## Historia
Przystanek kolejowy został otwarty w XIX wieku. W 1891 roku został wybudowany niewielki budynek z poczekalnią i kasą biletową. Dodatkowo nad torami została postawiona kładka. Od elektryfikacji linii kolejowej funkcjonował jako jedyny posterunek w ruchu pasażerskim w dzielnicy. W późniejszym okresie wyburzono obiekty mieszkalne w związku ze szkodami górniczymi. W wyniku tego przystanek został zlikwidowany w dniu 16 czerwca 2002 roku. Później elementy infrastruktury zostały rozebrane.